# Campionati del mondo di atletica leggera 2013 - 200 metri piani femminili
La gara dei 200 metri piani femminili si è svolta tra giovedì 15 agosto e venerdi 16 agosto 2013.

## Podio
| Pos.    | Atleta                  | Nazionalità    | Tempo |
| ------- | ----------------------- | -------------- | ----- |
| Oro     | Shelly-Ann Fraser-Pryce | Giamaica       | 22"17 |
| Argento | Murielle Ahouré         | Costa d'Avorio | 22"32 |
| Bronzo  | Blessing Okagbare       | Nigeria        | 22"32 |

## Situazione pre-gara

### Record
Prima di questa competizione, il record del mondo (WR) e il record dei campionati (CR) erano i seguenti.
| Record                | Prestazione | Atleta                               | Data                                  | Competizione                |
| --------------------- | ----------- | ------------------------------------ | ------------------------------------- | --------------------------- |
| Record mondiale       | 21"34       | Florence Griffith-Joyner Stati Uniti | 29 settembre 1988 Seul, Corea del Sud | Giochi della XXIV Olimpiade |
| Record dei campionati | 21"74       | Silke Gladisch-Möller Germania Est   | 3 settembre 1987 Roma, Italia         | Campionati del mondo 1987   |

### Campioni in carica
I campioni in carica, a livello mondiale e continentale, erano:
| Campione | Atleta                           | Prestazione | Data                                  | Competizione               |
| -------- | -------------------------------- | ----------- | ------------------------------------- | -------------------------- |
| Olimpico | Allyson Felix Stati Uniti        | 21"88       | 8 agosto 2012 Londra, Regno Unito     | Giochi della XXX Olimpiade |
| Mondiale | Veronica Campbell-Brown Giamaica | 22"22       | 2 settembre 2011 Taegu, Corea del Sud | Campionati del mondo 2011  |
| Europeo  | Marija Rjemjen Ucraina           | 23"05       | 30 giugno 2012 Helsinki, Finlandia    | Campionati europei 2012    |

### La stagione
Prima di questa gara, gli atleti con le migliori tre prestazioni dell'anno erano:
| Pos. | Atleta                           | Prestazione | Data                                            |
| ---- | -------------------------------- | ----------- | ----------------------------------------------- |
| 1    | Shelly-Ann Fraser-Pryce Giamaica | 22"13       | 23 giugno 2013 Kingston, Giamaica               |
| 2    | Murielle Ahouré Costa d'Avorio   | 22"24       | 19 luglio 2013 Montecarlo, Principato di Monaco |
| 3    | Tiffany Townsend Stati Uniti     | 22"26       | 19 luglio 2013 Montecarlo, Principato di Monaco |

## Risultati
| LEGENDA: | NR | Record Nazionale | PB | Primato personale | SB | Primato stagionale |

### Batterie
Qualificazione: i primi tre di ogni serie (Q) e i tre tempi migliori tra gli esclusi (q) si qualificano alle semifinali.
| Pos. | Batteria | Corsia | Nome                    | Nazionalità               | Tempo | Note  |
| ---- | -------- | ------ | ----------------------- | ------------------------- | ----- | ----- |
| 1    | 6        | 5      | Allyson Felix           | Stati Uniti               | 22.59 | Q     |
| 2    | 5        | 5      | Mariya Ryemyen          | Ucraina                   | 22.63 | Q     |
| 3    | 5        | 8      | Anthonique Strachan     | Bahamas                   | 22.66 | Q     |
| 3    | 7        | 7      | Murielle Ahouré         | Costa d'Avorio            | 22.66 | Q     |
| 5    | 3        | 6      | Shaunae Miller          | Bahamas                   | 22.72 | Q     |
| 6    | 6        | 3      | Anneisha McLaughlin     | Giamaica                  | 22.78 | Q     |
| 6    | 4        | 4      | Shelly-Ann Fraser-Pryce | Giamaica                  | 22.78 | Q     |
| 8    | 2        | 5      | Blessing Okagbare       | Nigeria                   | 22.79 | Q     |
| 9    | 2        | 3      | Charonda Williams       | Stati Uniti               | 22.83 | Q     |
| 9    | 6        | 4      | Myriam Soumaré          | Francia                   | 22.83 | Q     |
| 11   | 1        | 4      | Kimberlyn Duncan        | Stati Uniti               | 22.84 | Q     |
| 12   | 7        | 8      | Hrystyna Stuy           | Ucraina                   | 22.86 | Q, SB |
| 13   | 7        | 3      | Jeneba Tarmoh           | Stati Uniti               | 22.88 | Q     |
| 14   | 5        | 2      | Lenora Guion-Firmin     | Francia                   | 22.91 | Q, PB |
| 15   | 7        | 5      | Ivet Lalova             | Bulgaria                  | 22.92 | q     |
| 16   | 6        | 7      | Jodie Williams          | Germania                  | 23.00 | q     |
| 16   | 1        | 5      | Johanna Danois          | Francia                   | 23.00 | Q     |
| 18   | 7        | 6      | Mariely Sánchez         | Rep. Dominicana           | 23.05 | q     |
| 19   | 1        | 6      | Hanna-Maari Latvala     | Finlandia                 | 23.07 | Q     |
| 20   | 1        | 7      | Gloria Hooper           | Italia                    | 23.10 | SB    |
| 21   | 4        | 8      | Kai Selvon              | Trinidad e Tobago         | 23.14 | Q     |
| 22   | 2        | 6      | Kimberly Hyacinthe      | Canada                    | 23.19 | Q     |
| 23   | 4        | 6      | Franciela Krasucki      | Brasile                   | 23.20 |       |
| 24   | 2        | 7      | Marika Popowicz         | Polonia                   | 23.22 | SB    |
| 25   | 7        | 2      | Mujinga Kambundji       | Svizzera                  | 23.24 | PB    |
| 26   | 6        | 8      | Nivea Smith             | Bahamas                   | 23.25 |       |
| 26   | 3        | 7      | Patricia Hall           | Giamaica                  | 23.25 | Q     |
| 28   | 6        | 2      | Elizabeta Savlinis      | Russia                    | 23.27 |       |
| 29   | 1        | 8      | Ana Cláudia Lemos       | Brasile                   | 23.31 |       |
| 30   | 1        | 2      | Moa Hjelmer             | Svezia                    | 23.33 |       |
| 31   | 5        | 3      | Anyika Onuora           | Gran Bretagna             | 23.36 |       |
| 32   | 3        | 4      | Maria Belibasaki        | Grecia                    | 23.41 | Q     |
| 33   | 2        | 8      | Kineke Alexander        | Saint Vincent e Grenadine | 23.42 |       |
| 34   | 4        | 2      | Justine Palframan       | Sudafrica                 | 23.64 |       |
| 35   | 5        | 6      | Olga Safronova          | Kazakistan                | 23.83 |       |
| 35   | 3        | 2      | Andreea Ogrăzeanu       | Romania                   | 23.83 |       |
| 37   | 4        | 5      | Chisato Fukushima       | Giappone                  | 23.85 |       |
| 38   | 4        | 3      | Melissa Breen           | Australia                 | 23.95 |       |
| 39   | 7        | 4      | Karene King             | Isole Vergini Britanniche | 23.97 |       |
| 40   | 3        | 1      | Isidora Jiménez         | Cile                      | 24.06 |       |
| 41   | 1        | 3      | Janet Amponsah          | Ghana                     | 24.07 |       |
| 41   | 5        | 4      | Eleni Artymata          | Cipro                     | 24.07 |       |
| 43   | 5        | 7      | Toea Wisil              | Papua Nuova Guinea        | 24.23 |       |
| 44   | 2        | 2      | Viktoriya Zyabkina      | Kazakistan                | 24.47 |       |
| 45   | 6        | 6      | Dana Hussain            | Iraq                      | 24.57 |       |
| 46   | 3        | 3      | Afa Ismail              | Maldive                   | 26.16 | SB    |
|      | 3        | 8      | Crystal Emmanuel        | Canada                    | DQ    |       |
|      | 2        | 4      | Ángela Tenorio          | Ecuador                   | DNS   |       |
|      | 4        | 7      | Yelyzaveta Bryzhina     | Ucraina                   | 22.84 | Q dq  |
|      | 3        | 5      | Yelena Ryabova          | Turkmenistan              | 24.61 | dq    |

### Semifinale
Qualificazione: i primi due di ogni serie (Q) e i due tempi migliori tra gli esclusi (q) si qualificano alla finale.
| Pos. | Batteria | Corsia | Nome                    | Nazionalità       | Tempo | Note  |
| ---- | -------- | ------ | ----------------------- | ----------------- | ----- | ----- |
| 1    | 2        | 3      | Allyson Felix           | Stati Uniti       | 22.30 | Q, SB |
| 2    | 2        | 4      | Blessing Okagbare       | Nigeria           | 22.39 | Q     |
| 3    | 1        | 4      | Murielle Ahouré         | Costa d'Avorio    | 22.46 | Q     |
| 4    | 3        | 4      | Shelly-Ann Fraser-Pryce | Giamaica          | 22.54 | Q     |
| 5    | 1        | 6      | Shaunae Miller          | Bahamas           | 22.64 | Q     |
| 6    | 1        | 8      | Jeneba Tarmoh           | Stati Uniti       | 22.70 | q, SB |
| 6    | 3        | 5      | Mariya Ryemyen          | Ucraina           | 22.70 | Q     |
| 8    | 3        | 6      | Charonda Williams       | Stati Uniti       | 22.80 | q     |
| 9    | 3        | 3      | Anthonique Strachan     | Bahamas           | 22.81 |       |
| 9    | 1        | 2      | Ivet Lalova             | Bulgaria          | 22.81 |       |
| 11   | 3        | 8      | Myriam Soumaré          | Francia           | 22.85 |       |
| 12   | 2        | 6      | Kimberlyn Duncan        | Stati Uniti       | 22.91 |       |
| 13   | 2        | 5      | Hrystyna Stuy           | Ucraina           | 22.98 |       |
| 14   | 2        | 2      | Mariely Sánchez         | Rep. Dominicana   | 23.05 |       |
| 15   | 2        | 7      | Lenora Guion-Firmin     | Francia           | 23.11 |       |
| 16   | 3        | 1      | Kimberly Hyacinthe      | Canada            | 23.12 |       |
| 17   | 1        | 7      | Johanna Danois          | Francia           | 23.15 |       |
| 18   | 2        | 1      | Kai Selvon              | Trinidad e Tobago | 23.21 |       |
| 18   | 3        | 2      | Jodie Williams          | Gran Bretagna     | 23.21 |       |
| 20   | 3        | 7      | Hanna-Maari Latvala     | Finlandia         | 23.21 |       |
| 21   | 2        | 8      | Patricia Hall           | Giamaica          | 23.26 |       |
| 22   | 1        | 1      | Maria Belibasaki        | Grecia            | 23.46 |       |
| 23   | 1        | 3      | Anneisha McLaughlin     | Giamaica          | 27.13 |       |
|      | 1        | 5      | Yelyzaveta Bryzhina     | Ucraina           | 22.87 | dq    |

### Finale
| Pos. | Corsia | Nome                    | Nazionalità    | Tempo | Note |
| ---- | ------ | ----------------------- | -------------- | ----- | ---- |
|      | 4      | Shelly-Ann Fraser-Pryce | Giamaica       | 22.17 |      |
|      | 6      | Murielle Ahouré         | Costa d'Avorio | 22.32 |      |
|      | 5      | Blessing Okagbare       | Nigeria        | 22.32 |      |
| 4    | 7      | Shaunae Miller          | Bahamas        | 22.74 |      |
| 5    | 1      | Jeneba Tarmoh           | Stati Uniti    | 22.78 |      |
| 6    | 2      | Charonda Williams       | Stati Uniti    | 22.81 |      |
| 7    | 8      | Mariya Ryemyen          | Ucraina        | 22.84 |      |
|      | 3      | Allyson Felix           | Stati Uniti    | DNF   |      |